# Dilworth
Dilworth is een plaats (city) in de Amerikaanse staat Minnesota, en valt bestuurlijk gezien onder Clay County.

## Demografie
Bij de volkstelling in 2000 werd het aantal inwoners vastgesteld op 3001. In 2006 is het aantal inwoners door het United States Census Bureau geschat op 3521, een stijging van 520 (17,3%).

## Geografie
Dilworth ligt net ten oosten van Moorhead en is een van de grotere plaatsen van de agglomeratie Fargo-Moorhead.
Volgens het United States Census Bureau beslaat de plaats een oppervlakte van 5,1 km², geheel bestaande uit land.

## Plaatsen in de nabije omgeving
De onderstaande figuur toont nabijgelegen plaatsen in een straal van 12 km rond Dilworth.